# Nairobi (víziló)
Nairobi (Kenya, 1955 előtt – Budapest, 1979)  egy a Budapesti Állatkertben élő víziló volt, Európa legtermékenyebb hím vízilova.

## Élete
Nairobi egy hím nílusi víziló volt, 1955 körül fogták be Kenyában. A Budapesti Állatkertbe 1958. július 7-én érkezett.
A Budapesti Állatkert vízilómedencéinek feltöltéséhez az 1930-as évek vége óta a Széchenyi gyógyfürdő termálvizét használják: a 2-es kúttól (Szent István-forrás) csővezeték vezet a külső és belső medencéjéhez (mivel a feltörő termálvíz túl forró volna, így hideg vízzel keverve). Korábban tudományos munkában is megjelent, hogy a budapesti vízilovak rendkívüli termékenysége „nem kis mértékben a Széchenyi-fürdő termálvízének köszönhető”. Napjainkban Hanga Zoltán úgy nyilatkozott, hogy bár nem bizonyítható, de „kétségkívül amióta belekeverik az állatok vizébe, egyértelműen számottevő a különbség a világ más állatkertjeinek termékenységével szemben”.
Az európai vízilóállományban a hím vízilovak közül Nairobi génjei találhatóak meg a legnagyobb számban; Mombassával való frigyéből 13 utódja született, a háborút túlélt idős Kincsemtől pedig további öt.
Nairobi 1979-ben a Budapesti Állatkertben pusztult el.
Nairobi és  Mombassa máig a Budapesti Állatkertben élő utódja Tücsök.